# Grupo Salafista para a Pregação e o Combate
Grupo Salafista para a Pregação e o Combate, ou também Grupo Salafista para a Predicação e o Combate (em árabe: الجماعة السلفية للدعوة والقتال, em francês:  Groupe Salafiste pour la Prédication et le Combat ), conhecido pelo acrônimo GSPC) , foi uma facção terrorista argelina na Guerra Civil Argelina fundada em 1998 por Hassan Hattab, um ex-comandante regional do Grupo Islâmico Armado (GIA). Depois que Hattab foi expulso da organização em 2003, o grupo prometeu apoio à al-Qaeda e, em janeiro de 2007, tornou-se a "Organização da Al-Qaeda no Magrebe Islâmico" (AQIM). 

## História

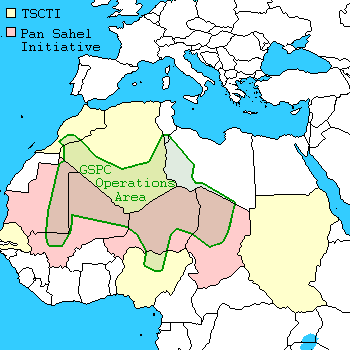
Área de operações do GSPC e os países membros da Iniciativa Pan Sahel em cinza.

Hassan Hattab era um comandante regional do Grupo Islâmico Armado (GIA) que rompeu com a facção em 1998 e formou o Grupo Salafista de Pregação e Combate (GSPC), em protesto contra o massacre de civis pelo GIA. Após uma anistia em 1999, muitos ex-combatentes do GIA deporiam suas armas, mas alguns permaneceram ativos, incluindo membros do GSPC.  Em março de 2001, o GSPC foi declarado Organização Proscrita no Reino Unido sob a Lei do Terrorismo de 2000. 
As estimativas do número de membros do GSPC variam amplamente, de algumas centenas a até 4.000.  Em setembro de 2003, foi relatado que Hattab havia sido destituído como emir nacional do GSPC e substituído por Nabil Sahraoui (Sheikh Abou Ibrahim Mustapha), um ex-comandante do GIA de 39 anos de idade que, posteriormente, teria prometido lealdade do GSPC a al-Qaeda,  uma medida ao qual Hattab se opôs. Após a morte de Sahraoui em junho de 2004, Abu Musab Abdel Wadoud tornou-se o líder do GSPC.  Abdelmadjid Dichou também é relatado por ter liderado o grupo. 
Uma dissidência ou ramo separado do grupo de Hattab, o Grupo Salafista Livre (GSL), liderado por El Para, foi ligado ao sequestro de 32 turistas europeus na Argélia no início de 2003.  Outras fontes ilustram o envolvimento dos serviços de inteligência argelinos em exagerar as alegações sobre ameaças terroristas no Saara e a suposta aliança entre esse grupo e a al-Qaeda. Parte da reputação de El Para também é atribuída ao governo argelino como possível empregador, e alega-se que certos eventos importantes, como sequestros, foram encenados e que houve uma campanha de fraude e desinformação originada pelo governo argelino e perpetuada pela mídia. 
Em março de 2005, foi relatado que o GSPC "poderia estar preparado para desistir da luta armada na Argélia e aceitar a iniciativa de reconciliação do governo".  Em março de 2005, o ex-líder do grupo, Hassan Hattab, pediu a seus membros que aceitassem uma anistia do governo sob a qual lhes foi oferecida imunidade de processo em troca de depor as armas.  No entanto, em setembro de 2006, o principal líder da al-Qaeda, Ayman al-Zawahri, anunciou uma "união abençoada" entre os grupos ao declarar a França um inimigo. Os grupos declararam que trabalhariam juntos contra os interesses franceses e estadunidenses. 